# San Francisco Golden Gate Gales
El San Francisco Golden Gate Gales fue un equipo de fútbol de los Estados Unidos que alguna vez jugó en la United Soccer Association, una de las ligas desaparecidas del país.

## Historia
Fue fundado en el año 1967 en la ciudad de San Francisco, California. La liga se creó para equipos que tenían en sus filas futbolista extranjeros. El club de San Francisco fue el actual ADO Den Haag de los Países Bajos, entrenado por Ernst Happel, para jugar sus partidos de verano en Estados Unidos durante el año 1967. Sus partidos de casa los jugaba en el Candlestick Park.
Una vez que el equipo fue establecido Ferenc Puskás fue designado como entrenador. Sin embargo, a lo largo de la temporada 1967, la USA se fusionó con la National Professional Soccer League para formar la North American Soccer League con los equipos de la antigua USA teniendo que crear sus equipos desde cero. Los Gales cerraron su franquicia al ser cedida a los Oakland Clippers.

## Estadísticas

### Temporadas
| Liga | División | G | E | P | Pts | Posición           | Playoffs        |
| ---- | -------- | - | - | - | --- | ------------------ | --------------- |
| 1967 | USA      | 5 | 3 | 4 | 13  | 2º, División oeste | No se clasificó |

## Equipo
- Henk Houwaart
- Kees Aarts
- Harry Heijnen
- Ton Thie
- Dick Advocaat
- Henny Ardesch
- Piet de Zoete
- Joop Jochems
- Lambert Maassen
- René Pas
- Lex Schoenmaker
- Theo van der Burch
- Freek van der Lee
- Aad Mansveld
- Jan Villerius
- Harry Vos